# 112 Vandaag
112 Vandaag is een live televisieprogramma in Nederland over de opvallendste meldingen en calamiteiten die in de afgelopen 24 uur bij het nationale noodnummer zijn binnengekomen. Het programma is sinds 10 mei 2021 elke werkdag om 21:55 uur te zien bij RTL 5. Het programma wordt afwisselend gepresenteerd door Gallyon van Vessem, Pim Sedee en Kirsten Westrik.

## Opzet
Elke uitzending is er een deskundige of expert in de studio aanwezig. Deze deskundige of expert geeft toelichting en achtergrondinformatie op de onderwerpen die behandeld worden tijdens de uitzending. Tijdens de uitzending wordt er ook (live) geschakeld met verschillende verslaggevers in het land. De verslaggevers zijn ter plaatse en laten de impact van de gebeurtenis op alle betrokkenen van de 112-melding zien. Ook vraagt 112 Vandaag de hulp van Nederland bij het oplossen van misdrijven en misstanden.

### Deskundigen & experts
- Ellie Lust[2] (2021-heden)
- Marcel van de Ven (2021-heden)
- Sander Schaepman (2021-heden)
- Jeroen de Rijke (2021-heden)
- Bart Spandaw (2023-heden)
- Dwight van van de Vĳver (2025-heden)
- Tjebbe van Lent (2025-heden)

### Verslaggevers
- Hans de Herdt (2021-heden)
- Bart Nolles (2021, incidenteel)
- Simon Zijlemans (2021-2023)
- Michiel Fukking (2021-heden)
- Nadia Palesa (2021-heden)
- Miriam van 't Veer (2021-heden)
- Kees Amsterdam (2022-heden)
- Mark Schaaf (2021-heden)
- Tjalina Nijholt (2022-heden)
- Suzanne Spliethoff (2022-heden)

## 112 Weer
Sinds 16 juni 2025 wordt na de uitzending van 112 Vandaag het 112 Weer uitgezonden. Dit is een weerbericht in samenwerking met Buienradar waar de weersactiviteiten en -voorspellingen worden gekoppeld aan de 112-meldingen.